# Terricola
Terricola és un subgènere de rosegadors del gènere Microtus. Les espècies actuals viuen a Euràsia, però es creu que alguns representants extints d'aquest grup migraren al Nou Món a través de Beríngia fa uns 800.000 anys. Hi ha llocs on coexisteixen diferents espècies de Terricola, com per exemple als Pirineus, però hi ocupen diferents microhàbitats. Hi ha indicis que Terricola forma un clade juntament amb el subgènere Microtus.